# 特雷普 (伊泽尔省)
特雷普（法語：Trept）是法国伊泽尔省的一个市镇，属于拉图迪潘区（La Tour-du-Pin）克雷米厄县（Crémieu）。该市镇总面积15.87平方公里，2009年时的人口为1741人。

## 人口
特雷普人口变化图示